# 玉山梨蚜
玉山梨蚜（学名：Aphis stranvaesiae）为常蚜科蚜屬下的一个种。